# Hotell Sacher (miniserie)
För hotellet i Wien, Österrike, se Hotel Sacher.
Hotell Sacher  (tyska: Das Sacher: In Bester Gesellschaft) är en österrikisk-tysk miniserie i två delar från 2016.
Serien utspelar sig i Wien omkring år 1900 och berättar historien om Anna Sacher, änkan efter Eduard Sacher, grundaren och ägaren till Hotel Sacher. Eduard var son till Franz Sacher, skaparen av den berömda sachertårtan, som serveras på hotellet. Berättelsen börjar år 1892, då Eduard ligger för döden och Anna behöver ta det tuffa beslutet att ta över chefskapet för hotellet. Serien är baserad på verkliga händelser från tiden samt på Anna Sachers liv och blandar dessa med fiktiva berättelser om såväl överklass som lägre samhällsklasser.
Serien sändes i SVT kring årsskiftet 2017–2018.

## Rollista i urval
- Ursula Strauss - Anna Sacher
- Robert Palfrader - Hotellportier Sebastian Mayr
- Laurence Rupp - Hans Georg von Traunstein
- Josefine Preuß - Furstinnan Konstanze von Traunstein
- Julia Koschitz - Martha Aderhold
- Florian Stetter - Maximilian Aderhold
- Jasna Fritzi Bauer - Marie Stadler
- Susanne Wuest - Sophie Stadler
- Nina Proll - Katharina Schratt
- Peter Simonischek - Josef von Traunstein
- Joachim Król - Arthur Grünstein
- Simon Schwarz - Erik Würtner
- Robert Stadlober - Fritz Lechner
- Bernhard Schir - Julius Schuster
- Edin Hasanovic - Vincent Zacharias
- Dietmar Bär - Karl Menning
- Gerhard Liebmann - Hovmästare Wagner
- Thomas Schubert - Johann
- Jürgen Tarrach - Miklos Szemere
- Karl Fischer - Rudolf von Götz
- August Schmölzer - Franz Sacher
- Lili Epply - Flora
- Philipp Hochmair - Ärkehertig Otto
- Liliane Zillner - Marie Schleinzer
- Martin Zauner - Kommissär
- Sophie Stockinger - Anni Sacher
- Anna Posch - Irma von Traunstein
- Francesca Habsburg-Lothringen